# Chanystis botanodes
Chanystis botanodes är en fjärilsart som beskrevs av Edward Meyrick 1911. Chanystis botanodes ingår i släktet Chanystis och familjen praktmalar, Oecophoridae. Inga underarter finns listade i Catalogue of Life.